# Regola della mano destra di Fleming
La regola della mano destra di Fleming (per i generatori) mostra la direzione del flusso di corrente indotta quando un conduttore si muove in un campo magnetico.
La mano destra deve essere tenuta col pollice, il dito indice e il dito medio reciprocamente angolati a 90 gradi, come mostra la figura seguente.

A.
Il pollice rappresenta la direzione del moto del conduttore.
B.
Il dito indice rappresenta il campo magnetico.
C.
Il dito medio rappresenta la corrente (nella direzione classica, da positivo a negativo).
Esiste anche una Regola di Fleming per la mano sinistra (per i motori).
Questa regola è stata chiamata così in onore dell'ingegnere britannico John Ambrose Fleming, che l'ha inventata.
Un altro metodo per ricavare la fa forza elettromotrice indotta associando a ogni dito una iniziale:
Pollice =propagazione[v]
Indice = Induzione [B]
Medio =movimento cariche [i]
La forza che agisce sul filo conduttore si esprime come F= B*L*i, dove B è il campo magnetico, L è la lunghezza del filo e i è l'intensità di corrente.